# Au-dessus des nuages, n°1
Au-dessus des nuages, no 1, en anglais Above the Clouds I, est un tableau réalisé par la peintre américaine Georgia O'Keeffe en 1962-1963. Cette huile sur toile représente des nuages vus en plongée. Elle est aujourd'hui conservée au Georgia O'Keeffe Museum, à Santa Fe, au Nouveau-Mexique.